# Lord of the Lost
Lord of the Lost — німецький готик-індастріал-метал гурт з Гамбурга. Гурт створив співак та фронтмен Кріс Хармс у 2007 році. Представили Німеччину на Пісенному конкурсі «Євробачення-2023», у Ліверпулі, з піснею «Blood & Glitter».

## Історія
Lord of the Lost був заснований у середині 2007 року Крісом Хармсом як сольний проєкт. Під час роботи над початковими піснями та публікації їх на MySpace, Хармс отримав багато позитивних відгуків та зрозумів, що потребує повного гурту, щоб виконувати їх. Він набрав інших музикантів зі своїх друзів з Гамбурга, щоб сформувати гурт і почати працювати над першим альбомом. Хармс спочатку називав проєкт Lord, але згодом змінив назву гурту на Lord of the Lost, щоб уникнути можливих суперечок з Lordi та The Lords.
Дебютний сингл Dry the Rain вийшов 2009 року, дебютний альбом Fears — 2010 року на незалежному лейблі Out of Line. Під час запису другого альбому Antagony Lord of the Lost вирушив у тур протягом 2010 року, який включав міжнародні шоу та фестивалі, такі як Wave-Gotik-Treffen, Wacken Open Air та M'era Luna Festival.
Навесні 2011 року група випустила Sex on Legs, як перший сингл з другого альбому Antagony. Альбом, який вважається їх першим концептуальним альбомом, вийшов трохи згодом. Lord of the Lost разом з гуртом Mono Inc. вирушив у тур Viva Hades Tour на підтримку альбому.

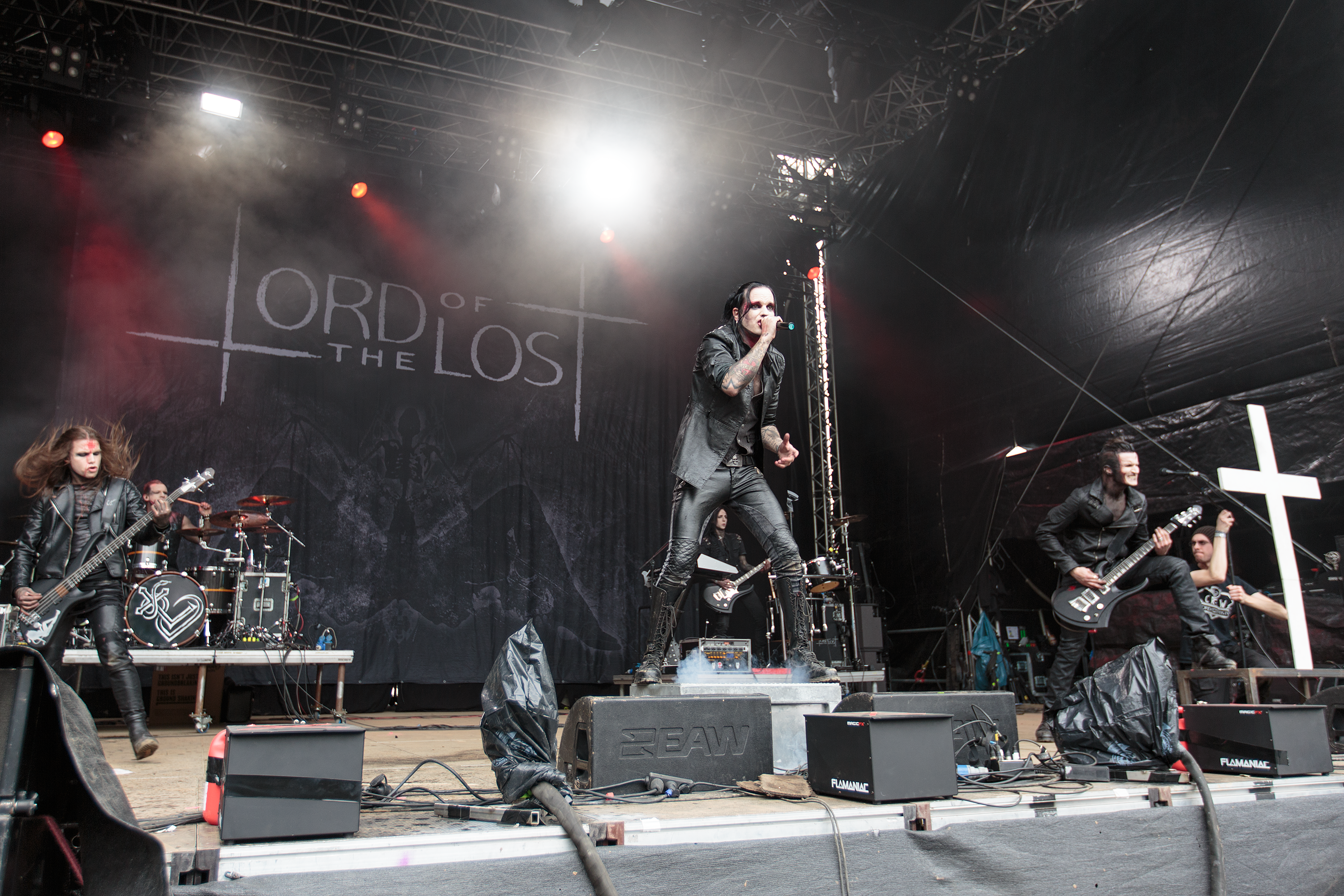
Lord of the Lost на Hexentanz Festival 2015

Улітку 2012 року Lord of the Lost випустив свій третій альбом Die Tomorrow. Незадовго до релізу, група почала працювати над четвертим альбомом From the Flame into the Fire. Lord of the Lost знову почав гастролювати навесні 2013 року спільно з Unzucht в турі Darkness Kills, а у вересні стартував тур We Are the Lost разом з Lost Area. У жовтні 2013 року Lord of the Lost з'явився як частина фестивалю Gothic Meets Klassik у Лейпцигу з симфонічним оркестром Zielona Gòra.
У лютому 2014 року барабанщик Крістіан Шелхорн залишив групу. Його замінив Тобіас Мертенс. У березні 2014 року гурт зіграв свій перший американський тур, який фінансувався за допомогою CrowdFunding. Протягом двох місяців шанувальники та спонсори підійняли 12 775 доларів США, перевищивши початкову мету 10 000 доларів США.
From The Flame Into The Fire – четвертий студійний альбом вийшов 23 травня 2014 року на звукозаписному лейблі Out of Line.
У березні 2015 року Lord of the Lost випустив акустичний альбом Swan, який зайняв 34 місце в чартах GfK Entertainment. Живі виступи на підтримку альбому відбулися на Weekender у Берліні в тому ж місяці.
У 2015 Lord of the Lost випустив EP Full Metal Whore. Тур до альбому використовував девіз «Make Love Make War», і був підтриманий гуртами Darkhaus, Eyes Shut Tight, Vlad in Tears. У грудні 2015 року вони випустили A Night to Remember— Live Acoustic in Hamburg, DVD та Live CD з акустичного туру попередньої весни.
Перший сингл «The Love of God» з альбому Empyrean вийшов у травні 2016 року. Далі був перший великий європейський тур Make Europe Great Again (M.E.G.A.) з Combichrist, Filter та Rabia Sorda. Empyrean був опублікований наприкінці липня 2016 року і є другим концептуальним альбомом гурту.
У грудні 2016 року гітарист Bo Six оголосив, що він залишає гурт з професійних та приватних причин. На початку січня 2017 року гурт оголосив нового гітариста — Пі Штофферса.
У липні 2017 року Тобіас Мертенс оголосив, що з приватних та професійних причин він бере перерву в роботі. Ніклас Кахл став барабанщиком для живих виступів.
Thornstar – шостий студійний альбом німецького гурту вийшов 3 серпня 2018 року під звукозаписним лейблом Napalm Records.
Judas – сьомий студійний альбом, що вийшов 2 липня 2021 року на лейблі Napalm Records.
Стів Гарріс з Iron Maiden особисто вибрав Lord of the Lost для підтримки гурту у їхньому європейському етапі світового турне Legacy of the Beast у 2020 році, але через обмеження, пов'язані з пандемією COVID-19, тур довелося скасувати. Тур був перенесений, і у 2022 році Lord of the Lost виступили на розігріві в 17 європейських містах в рамках світового турне Iron Maiden Legacy of the Beast і отримали широке визнання. Згодом Iron Maiden відновили цю успішну співпрацю для європейської частини світового турне The Future Past 2023 року.
У грудні 2022 року Lord of the Lost випустили свій новий студійний альбом Blood & Glitter. Альбом, попри відсутність попереднього розкручування, зумів потрапити на перше місце в офіційних німецьких музичних чартах.
З піснею «Blood & Glitter» Lord of the Lost виграли національний відбір на Євробачення Unser Lied für Liverpool і, таким чином, представляли Німеччину на конкурсі Євробачення 2023. На пісенному конкурсі Євробачення 2023, що відбувся у Ліверпуль, гурт отримав 18 балів та зайняв 26 місце.

## Стиль
Музика Lord of the Lost перебуває на перетині кількох жанрів, включаючи хардрок, глем-рок під впливом готичного року, індастріал та класичної музики. В інтерв'ю з журналом Orkus та вебсайтом Subexistance, Кріс Хармс згадав Rammstein, Marilyn Manson, Nine Inch Nails, а також Lady Gaga, як деяких з багатьох виконавців, яких він слухає і які впливають на його творчість.

## Дискографія

### Студійні альбоми
- 2010: Fears
- 2011: Antagony
- 2012: Die Tomorrow
- 2014: From the Flame into the Fire
- 2016: Empyrean
- 2018: Thornstar
- 2021: Judas
- 2022: Blood & Glitter
- 2023: Weapons Of Mass Seduction

### Живі альбоми та збірники
- 2013: We Give Our Hearts (Live auf St. Pauli)
- 2015: Swan Songs (Acoustic/Classical)
- 2015: A Night to Remember – Live Acoustic in Hamburg
- 2017: Swan Songs II [19]
- 2018: Confession: Live at Christuskirche
- 2019: Till Death Us Do Part: Best Of [20]
- 2020: Swan Songs III

### Музичні відео
- 2009: "Dry the Rain" (режисер: Nikola Stahl)
- 2010: "Last Words" (режисер: Nikola Stahl)
- 2011: "Sex On Legs" (режисер: Nikola Stahl)
- 2011: "Prison" (режисер: Chris Harms)
- 2012: "Beyond Beautiful" (режисер: Moritz Krebs)
- 2012: "Die Tomorrow" (режисер: Katya Tsyganova)
- 2013: "See You Soon" (режисер: Jasmin Kreft)
- 2013: "Credo" (режисер: Christian Beer)
- 2014: "Afterlife" (режисер: Matteo Fabbiani & Chiara Cerami)
- 2014: "La Bomba" (режисер: Michel Briegel)
- 2014: "Six Feet Underground" (режисер: Matteo Fabbiani & Chiara Cerami)
- 2014: "Kingdom Come" (режисер: Katya Tsyganova)
- 2015: "Lost in a Heartbeat" (режисер: Lisa Morgenstern)
- 2015: "Full Metal Whore" (режисери: Matteo Fabbiani & Chiara Cerami)
- 2016: "The Love of God" (режисер: Harun Hazar)
- 2016: "Drag Me to Hell" (режисер: Michel Briegel)
- 2016: "In Silence" (режисери: Matteo Fabbiani & Chiara Cerami)
- 2017: "Raining Stars" (режисери: Matteo Fabbiani & Chiara Cerami)
- 2017: "Waiting for You to Die" (режисери: Matteo Fabbiani & Chiara Cerami)
- 2017: "Lighthouse" (режисери: Matteo Fabbiani & Chiara Cerami)
- 2017: "The Broken Ones" (режисери: Matteo Fabbiani & Chiara Cerami)
- 2017: "My Better Me" (режисери: Matteo Fabbiani & Chiara Cerami)
- 2018: "On This Rock I Will Build My Church" (режисери: Matteo Fabbiani & Chiara Cerami)
- 2018: "Morgana" (режисери: Matteo Fabbiani & Chiara Cerami)
- 2018: "Haythor" (режисери: Matteo Fabbiani & Chiara Cerami)
- 2018: "Black Halo" (режисери: Matteo Fabbiani & Chiara Cerami)
- 2019: "Loreley" (режисери: Matteo Fabbiani & Chiara Cerami)
- 2019: "Voodoo Doll" (режисери: Matteo Fabbiani & Chiara Cerami)
- 2019: "Till Death Us Do Part" (режисери: Matteo Fabbiani & Chiara Cerami)
- 2019: "Ruins" (режисер: Andrés Villa)
- 2020: "Under the Sun" (режисери: Matteo Fabbiani & Chiara Cera)
- 2020: "A One Ton Heart" (режисер: Chris Harms)
- 2021: "The Death of All Colours" (режисер: VDPictures)
- 2021: "Priest" (режисер: VDPictures)
- 2021: "For They Know Not What They Do" (режисер: VDPictures)
- 2021: "The Gospel Of Judas" (режисери: Matteo Fabbiani & Chiara Cerami)
- 2021: "Born With A Broken Heart" (режисер: Life)
- 2021: "Viva Vendetta" (режисери: Matteo Fabbiani & Chiara Cerami)
- 2021: "My Constellation" (режисери: Matteo Fabbiani & Chiara Cerami)
- 2022: "The Heartbeat Of The Devil" (режисери: Matteo Fabbiani & Chiara Cerami)
- 2022: "Blood & Glitter" (режисери: Matteo Fabbiani & Chiara Cerami)
- 2023: "Leave Your Hate In The Comments" (режисер: Lennard Schmitt)
- 2023: "Leaving The Planet Earth" (режисери: Matteo Fabbiani & Chiara Cerami)
- 2023: "Absolute Attitude" (режисер: Martin Fischer)
- 2023: "Forever Lost" (режисер: Max Mustermann)

## Склад
Поточні учасники
- Кріс Хармс «The Lord» – головний вокал, гітара, віолончель  (2007 – сьогодні)
- Klass «Class Grenayde» Helmecke – бас-гітара, бек-вокал   (2008 – сьогодні)
- Gerrit «Gared Dirge» Heinemann – клавішні, гітари, перкусія   (2010 – сьогодні)
- Pi «π» Stoffers – гітара, бек-вокал  (2017 – сьогодні)
- Niklas Kahl – барабани, перкусія  (2017 – сьогодні)
- Benjamin «Benji» Mundigler - гітари, синтезатори  (2024 – сьогодні)

Колишні учасники
- Stefan «Sensai» Ehrhardt – гітари  (2008 – 2010)
- Sebastian «Sebsta Lindström» Makowski – гітари  (2008 – 2011)
- Anika «Any» Wayst – барабани  (2008 – 2011)
- Borislav «Bo Six» Crnogorac – гітари  (2009 – 2016)
- Christian «Disco» Schellhorn – барабани (2012 – 2014)
- Tobias Mertens – барабани  (2014 – 2017)

Часовий проміжок